# Prva ženska slovenska nogometna liga
La Prva ženska slovenska nogometna liga, in italiano prima lega di calcio femminile sloveno, spesso abbreviato in 1. SŽNL o 1. ženska nogometna liga, è la massima serie del campionato sloveno ed è posto sotto l'egida della locale federazione calcistica (NZS). La prima stagione fu nel 1992 e attualmente partecipano dieci squadre.
La 1.ŽNL ha cadenza annuale, inizia ad agosto e termina a maggio. Lo ŽNK Mura è la squadra che ha vinto il maggior numero di campionati (10), nonché squadra campione in carica.. Al 2023 la 1.ŽNL è il trentaduesimo campionato di calcio femminile in Europa secondo il ranking stilato dall'UEFA.

## Storia
Dopo aver visto cinque società spartirsi la stella di campione di Slovenia per i nove campionati disputati negli anni novanta, quasi tutti i primi due decenni del XXI secolo il titolo è stato conteso da due sole squadre: ŽNK Pomurje di Beltinci e lo ŽNK Krka di Novo Mesto.

## Formato
Il formato è mutato negli anni, sia per numero di squadre partecipanti, sia per il metodo con cui venne assegnato il titolo. L'attuale, stagione 2020-2021, con sette squadre iscritte al campionato, prevede si affrontino tre volte, con un totale di 21 incontri e non è prevista alcuna retrocessione. Il sistema di assegnazione del punteggio prevede 3 punti per la squadra vincitrice dell'incontro, 1 punto a testa in caso di pareggio e nessun punto per la squadra sconfitta. La prima classificata vince il campionato, è campione di Slovenia ed accede alla UEFA Women's Champions League della stagione successiva.
Tra il campionato 2010-2011 e il 2017-2018 è stato adottato un sistema di playoff. Dopo la stagione regolare, le prime quattro e le ultime quattro squadre si sono affrontate ancora una volta con i punti aggiunti a quelli conquistati nella stagione regolare. Successivamente, il vincitore del gruppo dei primi 4 è stato incoronato campione.
Per la stagione 2016-2017 al campionato sono iscritte dieci squadre, che disputano un girone all'italiana con partite di andata e ritorno, per un totale di 18 giornate. Il sistema di assegnazione del punteggio prevede 3 punti per la squadra vincitrice dell'incontro, 1 punto a testa in caso di pareggio e nessun punto per la squadra sconfitta. La prima classificata vince il campionato, è campione di Slovenia ed accede alla UEFA Women's Champions League della stagione successiva, mentre la decima classificata retrocede in Druga ženska slovenska nogometna liga (2.ŽNL).
Il successivo campionato 2017-2018 ha visto iscritte nove squadre, mantenendo la stessa formula che prevedeva la seconda parte diviso nel primo gruppo di quattro, che si contendevano il titolo, e le rimanenti cinque che disputavano i playoff salvezza.
Dalla stagione 2018-2019 i club partecipanti si sono ulteriormente ridotti, con sole otto squadre iscritte al campionato, con la formula che abbandonava la divisione in due parti per diventare un singolo girone all'italiana senza retrocessione, formula mantenuta anche il campionato successivo che però non ha visto vincitori in quanto, per le conseguenze della Pandemia di COVID-19, la Federcalcio slovena ha deciso di sospendere senza assegnare alcun titolo.

## Le squadre

### Organico attuale
Alla stagione 2024-2025 partecipano le seguenti dieci squadre:
- Aluminij
- Aidussina
- Cerklje
- Gažon
- Krim
- Lubiana
- MB Tabor
- Mura
- Olimpia Lubiana
- Radomlje

## Albo d'oro
- 1992-1993  Krim
- 1993-1994 Tesar
- 1994-1995  Iliria Lubiana
- 1999-1996 Jarse
- 1996-1997  Iliria Lubiana
- 1997-1998  Iliria Lubiana
- 1998-1999 Jarse
- 1999-2000  Rudar Škale
- 2000-2001  Iliria Lubiana
- 2001-2002  Rudar Škale
- 2002-2003  Krka
- 2003-2004  Krka
- 2004-2005  Krka
- 2005-2006  Pomurje
- 2006-2007  Krka
- 2007-2008  Krka
- 2008-2009  Krka
- 2009-2010  Krka
- 2010-2011  Krka
- 2011-2012  Pomurje
- 2012-2013  Pomurje
- 2013-2014  Pomurje
- 2014-2015  Pomurje
- 2015-2016  Pomurje
- 2016-2017  Olimpia Lubiana
- 2017-2018  Olimpia Lubiana
- 2018-2019  Pomurje
- 2019-2020 Annullata per la pandemia di COVID-19
- 2020-2021  Pomurje
- 2021-2022  Pomurje
- 2022-2023  Mura
- 2023-2024  Mura
- 2024-2025  Mura

## Statistiche

### Titoli per squadra
| Squadra         | Titoli | Anni |
| --------------- | ------ | --- |
| Mura            | 11     | 2005-2006, 2011-2012, 2012-2013, 2013-2014, 2014-2015, 2015-2016, 2018-2019, 2020-2021, 2021-2022, 2022-2023, 2023-2024, 2024-2025 |
| Krka            | 8      | 2002-2003, 2003-2004, 2004-2005, 2006-2007, 2007-2008, 2008-2009, 2009-2010, 2010-2011                                             |
| Iliria Lubiana  | 4      | 1994-1995, 1996-1997, 1997-1998, 2000-2001                                                                                         |
| Jarse           | 2      | 1995-1996, 1998-1999 |
| Rudar Škale     | 2      | 1999-2000, 2001-2002 |
| Olimpia Lubiana | 2      | 2016-2017, 2017-2018 |
| Krim            | 1      | 1992-1993 |
| Tesar           | 1      | 1993-1994 |